# Кртиње
Кртиње је насељено мјесто у општини Љубиње, Република Српска, БиХ. Према попису становништва из 1991. у насељу је живјело 51 становника.

## Становништво
| Националност       | 1991. | 1981. | 1971. | 1961. |
| Срби               | 51    | 102   | 140   | 175   |
| остали и непознато |       |       | 3     | 1     |
| Укупно             | 51    | 102   | 143   | 176   |

| Демографија | Демографија | Демографија |
| Година      | Становника  | Становника  |
| ----------- | ----------- | ----------- |
| 1948.       | 172         |             |
| 1953.       | 162         |             |
| 1961.       | 176         |             |
| 1971.       | 143         |             |
| 1981.       | 102         |             |
| 1991.       | 51          |             |